# Zagoeti van Cuvier
De zagoeti van Cuvier (Plagiodontia aedium)  is een zoogdier uit de familie van de hutia's (Capromyidae). De wetenschappelijke naam van de soort werd voor het eerst geldig gepubliceerd door F. Cuvier in 1836.

## Voorkomen
De soort komt voor in Haïti en de Dominicaanse Republiek.